# Dez Wells
Dezmine Wells, detto Dez (Raleigh, 15 aprile 1992), è un cestista statunitense, professionista in NBDL e in Europa.